# همسر ژولیوس نپوس
همسر ژولیوس نپوس (لاتین: "nephew"; ۱ ژانویهٔ ۰۴۵۰ – ۱ ژانویهٔ ۰۵۰۰) بود. آخرین امپراتریس از فهرست امپراتریس‌های روم و بیزانس در امپراتوری روم غربی بود که شوهرش از سال ۴۷۴ تا ۴۸۰ سلطنت کرد، اگرچه پس از سال ۴۷۵ از پایتخت خود تبعید شد. نام نپوس را از طریق ازدواج به دست آورد.